# Pietro De Rossi di Santarosa
Pietro De Rossi di Santarosa (Savigliano, 5 aprile 1805 – Torino, 5 agosto 1850) è stato un avvocato, politico e scrittore italiano, cugino del patriota Santorre di Santa Rosa, uno dei protagonisti dei moti rivoluzionari del 1821 in Piemonte.

## Biografia
Compì una serie di viaggi in Italia e all'estero tra il 1833 e il 1835 tra i quali uno a Parigi in compagnia dell'amico Cavour. Come decurione di Torino dal 1840 su sua proposta il consiglio comunale chiese al re di Sardegna Carlo Alberto la concessione di una costituzione rappresentativa che fu una delle fonti dello Statuto Albertino.
Divenne deputato nel 1848 e nello stesso anno fu nominato da D'Azeglio ministro dei lavori pubblici e nel 1849 ebbe il dicastero dell'Agricoltura e commercio. Le circostanze della sua morte avvenuta per tisi nell'agosto del 1850 aggravarono lo scontro tra lo stato piemontese e la Chiesa cattolica iniziato con l'approvazione delle leggi Siccardi.
Con l'appoggio di Vittorio Emanuele II, il governo D'Azeglio aveva attuato un programma di riforme degli istituti giuridici del Regno di Sardegna, portando a compimento le innovazioni iniziate nel 1848. In questo contesto storico il guardasigilli Giuseppe Siccardi aveva proposto le leggi separatiste n. 1013 del 9 aprile 1850 e n. 1037 del 5 giugno 1850 dell'allora Regno di Sardegna che abolivano i privilegi goduti fino ad allora dal clero cattolico, allineando la legislazione piemontese a quella degli altri stati europei.
Le leggi stabilivano infatti l'abolizione di privilegi che il clero godeva nel Regno quali: 
- il foro ecclesiastico (un tribunale separato che sottraeva alla giustizia laica gli uomini di Chiesa accusati di reati comuni),
- il diritto di asilo (l'impunità giuridica di coloro che trovavano rifugio nelle chiese),
- la manomorta (l'inalienabilità dei possedimenti ecclesiastici)

Le leggi, nonostante le resistenze dei conservatori più legati alla Chiesa cattolica, furono subito approvate a gran maggioranza dalla Camera con il voto favorevole del ministro Pietro De Rossi Di Santarosa. Per questo Santarosa, uomo moderato e pio, caduto gravemente malato si vide rifiutare sul letto di morte il viatico e gli furono negate in un primo momento le esequie religiose dal parroco di San Carlo, il servita Pittavino. Ne nacque uno sdegno popolare che convinse l'arcivescovo di Torino, Luigi Fransoni, a farle celebrare. Ciò non gli evitò l'arresto nell'agosto 1850 per la negata assoluzione al ministro.
La riprovazione popolare seguita a questi avvenimenti e il fatto che le Leggi Siccardi erano considerate dalla Chiesa una violazione unilaterale del Concordato stipulato dalla Santa Sede e dal Regno di Sardegna nel 1841 segnarono l'inizio tra il regno sabaudo ed il Papato di un lungo attrito che si accentuò nel 1852 con il progetto di istituire il matrimonio civile e, successivamente, con la Crisi Calabiana.

## Opere
Pietro Santarosa collaborò alla rivista Il Risorgimento e fu autore di tragedie, novelle (Scene storiche del Medio Evo d'Italia, 1835), e una di una Storia del tumulto dei Ciompi avvenuto in Firenze l'anno 1378 (1843).